# Красноармєйскоє
Красноармєйскоє (рум. Crasnoarmeiscoe) — село у Гинчештському районі Молдови. Адміністративний центр однойменної комуни, до складу якої також входить село Телеєшть.

## Населення
За даними перепису населення 2004 року у селі проживали 2359 осіб; 2014 рік - 4003 особи. 
Національний склад населення села:
| Національність         | 2004           | 2004      | 2014           | 2014      |
| Національність         | Кількість осіб | Частка, % | Кількість осіб | Частка, % |
| ---------------------- | -------------- | --------- | -------------- | --------- |
| українці               | 1558           | 66,0      | 1894           | 47,3      |
| молдавани (з румунами) | 752            | 31,9      | 1980           | 49,5      |
| росіяни                | 38             | 1,6       | 87             | 2,2       |
| гагаузи                | 5              | 0,2       | 7              | 0,2       |
| болгари                | 1              | < 0,1     | 16             | 0,4       |
| інша / без відповіді   | 5              | 0,2       | 19             | 0,5       |
| Всього                 | 2359           | 100       | 4003           | 100       |

Повсякденна мова мешканців села (%, 2014):
| мова                 | кількість осіб | частка, % |
| -------------------- | -------------- | --------- |
| молдовська/румунська | 1776           | 44,37     |
| українська           | 1707           | 42,64     |
| російська            | 472            | 11,79     |
| інша                 | 10             | 0,25      |
| не вказали           | 38             | 0,95      |